# ماريك أولريش
ماريك أولريش (بالألمانية: Marek Ulrich)‏ هو سباح ألماني، ولد في 12 يناير 1997 في دساو روسلاو في ألمانيا.

## روابط خارجية
- ماريك أولريش على موقع الاتحاد الدولي للسباحة (الإنجليزية)
- ماريك أولريش على موقع أوليمبيديا (الإنجليزية)
- ماريك أولريش على موقع اللجنة الأولمبية الألمانية (الألمانية)